# Sem Fio
Sem Fio é um filme brasileiro de 2009 dirigido por Tiaraju Aronovich, com Nasi, Leopoldo Pacheco, Tiaraju Aronovich, Amanda Maya,Luciana Stipp, Junior de França e Che Moais no elenco.

## Sinopse
Estórias desconexas em uma sociedade tecnologicamente avançada e fracassada socialmente, este é Sem Fio, onde as personagens de diferentes histórias se cruzam em seus dia-a-dia, porém sem tomar conhecimento umas das outras.

## Elenco
| Ator                                | Papel     |
| ----------------------------------- | --------- |
| Nasi (IRA) - Marcos Valadão Rodolfo | Castro    |
| Leopoldo Pacheco                    | Desespero |
| Tiaraju Aronovich                   | Juliano   |
| Amanda Maya                         | Heloísa   |
| Luciana Stipp                       | Ana       |
| Junior de França                    | Herodson  |
| Che Moais                           | Duda      |
| Manoel Lima                         | Padre     |